# 昏迷
昏迷（coma）是持续性的严重意识丧失，表现为意识持续的中断或完全丧失，可为短期亦可永久丧失，虽对外界各种刺激或自身内部不能感知，但可有“无意识的自发活动”（unconscious spontaneous activity），如抽动等。意识丧失（unconsciousness）是无知觉的状态，其含盖范围较广，除包括昏迷外，尚有暈厥、癫痫发作、驚厥，甚至有学者认为睡眠时也意识丧失。
一般按对刺激的反应及反射活动等，昏迷的严重程度可概略分为浅昏迷、中昏迷和深昏迷三级。程度较轻者防御反射及生命体征可以存在，严重者消失。
昏迷者無法被喚醒，各种强刺激不能使其觉醒；無法正常感受到疼痛、光線及聲音，也無法對其作出反應；缺乏正常的甦醒-睡眠週期；而且有目的的自主活动消失，不會啟動随意动作，不能说话，不能自发睁眼，但可有无意识的自发动作（如抽动、挣扎、呕吐等）。昏迷可以由自然原因或藥物所導致（請參考藥物引導昏迷）。
臨床上，昏迷可定義為無法持續遵循單一個步驟命令的狀態。也可用格拉斯哥昏迷指數量表（GCS）得分≤8，持續≥6小時，來定義。患者若維持在有意識狀態，他必然是清醒且有知覺的。清醒代表意識的定量程度，而有知覺則涉及大腦皮質所介導功能的品質方面，包括認知能力如注意力、感官知覺、外顯記憶、語言、完成指令的能力、時間和空間導向和現實判斷。
從神經科學的角度來看，意識是通過激活大腦皮質（形成大腦外層的灰質）和網狀結構激活系統（RAS）（位於腦幹內的結構）來維持。

## 名詞來源
coma這名詞來自古希臘語 koma，意即深度睡眠，最早在希波克拉底文集（Epidemica）中被提起，隨後也被古羅馬的蓋倫（公元二世紀）提到。自此之後，這個名詞極少出現在已知的文獻中。直到17世紀中葉，它重新出現在英國醫生托馬斯·威利斯頗具影響力的作品De anima brutorum（1672年，英譯Commentary on the soul of animals）中，當中提及昏睡（不正常的睡眠）、昏迷（重度睡眠）、carus（失去知覺）和apoplexy（古代此字代表臨死前突然失去意識。請參考內出血英文版#Historical meaning）。carus 一詞也源自希臘語，可以在幾個字的字根中找到，有昏沉或嗜睡的意思，譬如在carotid（頸動脈）這個字的字根中就有。英國醫生托馬斯·西登納姆在他著作Schedula monitoria de novae febris ingressu（1686年，英譯The Schedule of Symptoms of the Newly Arrived Fever）中提起數個發燒病例，使用「昏迷」這個名詞。

## 症狀

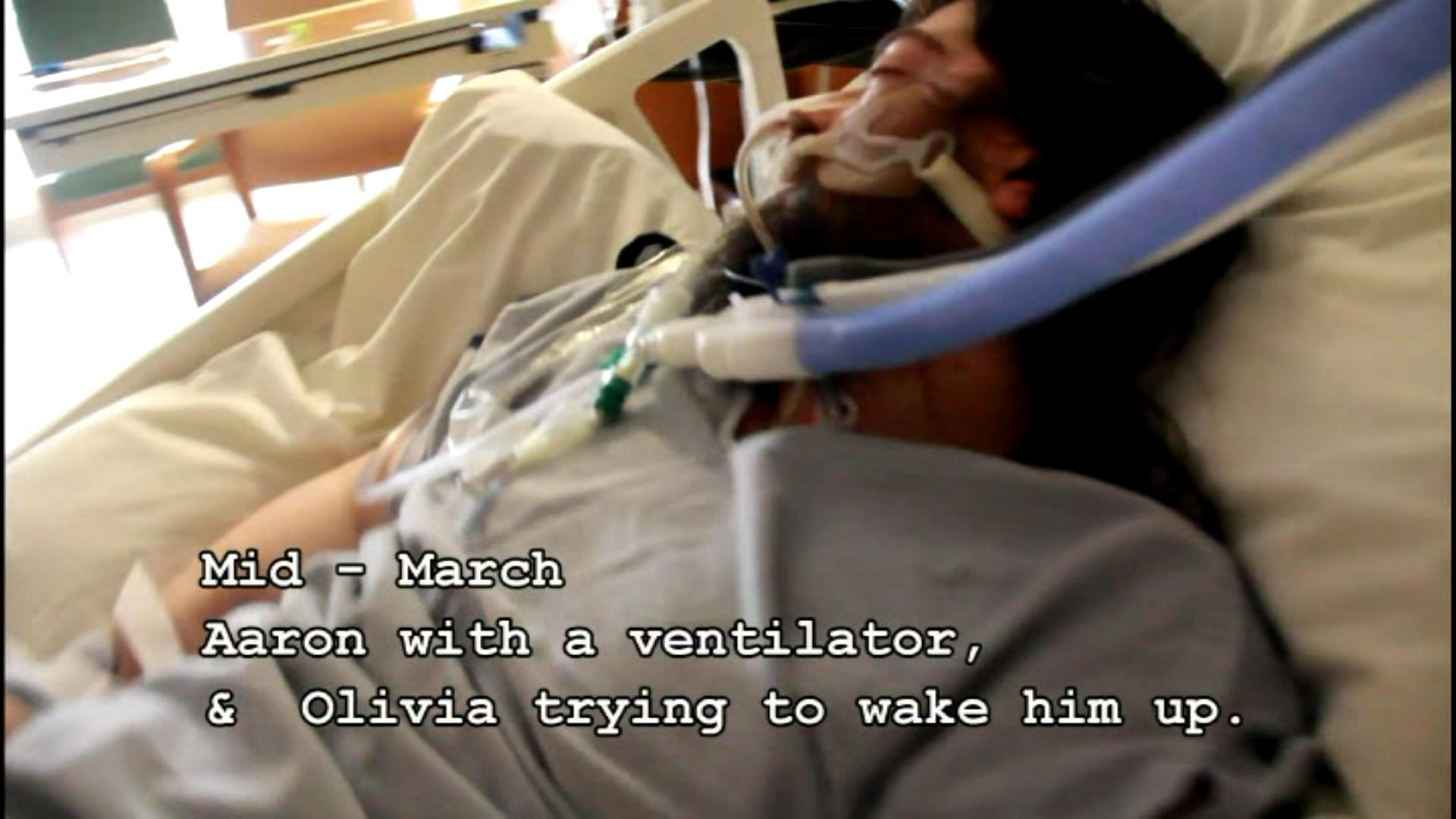
一位男性昏迷患者對於刺激無反應。

處於昏迷狀態患者的一般症狀是：
- 無法自主地睜開眼睛
- 沒有睡眠-甦醒週期
- 對語言指令或疼痛刺激沒反應
- 腦幹反射被抑制，例如瞳孔對光線沒有反應
- 呼吸不規則
- 格拉斯哥昏迷指數量表[16] 的得分在3到8之間[7]

## 原因

### 藥物中毒
導致昏迷的成因眾多。40％的昏迷狀態是由藥物中毒引起。在某些情況下使用某些藥物可能會損害，或是削弱上行性網狀激動系統（ARAS，請參考網狀結構中英文版部分）的突觸小泡功能，造成無法正常運作以喚醒大腦的情況。 另外，藥物所引起的副作用如異常的心率和血壓，以及異常的呼吸和出汗，也可能間接損害上行性網狀激動系統的功能，而導致昏迷。由於藥物中毒是導致大部分患者昏迷的原因，所以醫院會首先檢查患者的前庭—動眼反射，以觀察瞳孔的大小和眼球運動。（請參閱下面的診斷）。

### 缺氧/心臟驟停
常見的昏迷第二大原因是氧氣不足，通常是心臟驟停所致，佔總病例的25％。中樞神經系統（CNS）的神經元需要大量氧氣。腦部缺氧，（腦部缺氧），導致神經元外部的鈉和鈣減少，細胞內的鈣增加，會損害到神經元的溝通。腦部缺氧還會導致三磷酸腺苷（ATP）耗盡，並由於細胞骨架受損和一氧化氮產生，而導致細胞衰竭。

### 中風
有20％的昏迷是由中風導致。在中風期間，流向大腦某些部分的血液流量受限，或因阻塞而無法通過。缺血性中風（請參考中風）、顱內出血，或腫瘤，可能會導致血流受限。腦細胞缺乏血液，會斷絕氧氣輸往神經元，導致細胞衰竭而亡。隨著腦細胞死亡，腦組織持續惡化，上行性網狀激動系統的功能受到影響。

### 其他
所餘15％的昏迷病例是由於外傷、失血過多、營養不良、失溫、體溫過高、血糖水平異常，以及許多其他生物學疾病所引起。此外，研究顯示，每8名腦外傷患者中就有1人陷於昏迷狀態。

## 病理生理學
損傷大腦皮層或網狀激動系統（RAS）之一，或兩者，都足以讓人陷入昏迷狀態。
大腦皮層是人類腦部的神經元核組成的外層。大腦皮層由灰質組成，灰質由神經元核組成，而大腦內部由白質，以及神經元軸突組成。白質負責感知，通過丘腦途徑傳遞感覺輸入，也負責許多其他神經上的功能，包括複雜的思維。
另一方面，網狀激動系統是腦幹中較為原始的結構，其中包括網狀結構（RF）。網狀激動系統有兩個區域，即上升區域和下降區域。上升道或上升網狀激動系統由產生乙醯膽鹼的神經元系統組成，有喚醒大腦的作用。大腦的喚醒從網狀結構開始，穿過丘腦，最後到達大腦皮層。 沿著前面提到的喚醒途徑，上升網狀激動系統功能有任何的損害（神經元功能障礙）都會阻止人體意識到周圍的環境。沒有覺醒和意識中心，身體就無法喚醒，停留在昏迷狀態。
昏迷的嚴重程度和發作方式，取決於發生的原因。昏迷主要分為兩個部分：結構性神經元和彌漫性神經元損傷。例如，結構原因是由機械力引起的細胞損傷，例如物理壓力或神經傳遞的阻塞。雖然彌漫性病因僅限於細胞功能畸變，但屬於代謝或毒性子群。毒素引起的昏迷是由外在物質引起的，而代謝引起的昏迷是由內在過程引起的，例如體內溫度調節或離子失衡（例如鈉）。例如嚴重的低血糖症（低血糖）或高碳酸血症（血液中的二氧化碳水平升高）是代謝性瀰漫性神經元功能障礙的例子。低血糖症或高碳酸血症，起初會引起輕度的躁動和神智不清，但逐漸發展為反應遲鈍，人事不省，最後，是完全失去知覺。相反的，嚴重的創傷性腦損傷或蛛網膜下腔出血引起的昏迷可能是即時的。因此，發病的方式可表明潛在的原因。
昏迷的結構性原因和彌漫性原因不是彼此互不相干的，因為在某些情況下，一種原因可能會導致另一種原因的發生。例如，由彌漫性的代謝過程引起的昏迷，例如低血糖症，如果不解決，可能會導致結構性昏迷。另一個例子是，腦水腫（瀰漫性功能障礙）而使腦循環受阻，導致腦幹缺血，變成結構性問題。

## 診斷
對於昏迷的診斷算簡單，但調查發病的根本原因則具有高度的挑戰性。在讓患者的呼吸道、呼吸和循環（三者合稱急救基本ABC）穩定之後，接著採用各種診斷測試，例如身體檢查，和圖像掃描方式（X射線電腦斷層掃描（CAT scan），核磁共振成像（MRI）等，來探查昏迷的根本原因。
當失去知覺的人被送進醫院時，醫院會採用一系列診斷步驟來確定原因。根據G. Bryan Young教授的說法，當接觸到可能是處於昏迷狀態的患者時，應採取以下步驟：
1. 進行一般檢查和病史檢查
2. 確證患者是處於昏迷狀態，沒有處於閉鎖症候群，或沒有處於精神性昏迷。閉鎖症候群患者的眼睛會自行運動，而患有精神性昏迷的患者會表現出主動抵抗眼瞼被張開的現象，當抬起上眼瞼時，眼瞼會突然完全閉合（而不是如同器質性原因所引起的昏迷，所產生的緩慢、不對稱，以及不完全的閉合）。[23]
3. 找出可能引起昏迷的大腦部位（例如腦幹，腦後部...），並使用格拉斯哥昏迷指數量表評估昏迷的程度
4. 進行血液檢查以查看是否涉及藥物，或是否由於換氣不足/過度換氣所導致
5. 檢查“血清葡萄糖，鈣，鈉，鉀，鎂，磷酸鹽，尿素，和肌酸酐的水平”
6. 使用CT，或者MRI，進行腦部掃描，以觀察是否有任何大腦異常功能
7. 繼續監測腦電波，並使用腦電圖（EEG）識別是否患者有癲癇發作

### 初步評估
做昏迷的初始評估時，通常透過患者的自發動作，並利用清聲痛否量表（清醒、聲音刺激、疼痛刺激、無反應）檢測患者對聲音和疼痛刺激的反應，來評估患者的意識水平。更為複雜的量表，例如格拉斯哥昏迷指數量表，可以量化一個人的反應，例如睜眼、運動和言語反應，以確定他們的腦損傷程度。患者的評分可以從3分（表明嚴重的腦損傷和死亡）到15分（表明輕度或無腦損傷）。
在那些深度無意識的人中，因為他們對面部和喉嚨肌肉的控制減弱，會存有窒息的風險。所以對因為昏迷被送到到醫院就診的人，通常就會進行這種風險評估（"呼吸道管理"）。如果認為窒息的風險很高，醫生可使用各種裝置（例如口咽呼吸道 (醫材)、鼻咽呼吸道 (醫材)，或气管插管）來維持呼吸道通順。

### 掃描成像和測試
掃描成像基本上包括對大腦做的計算機斷層掃描（簡寫為CAT，或CT）掃描，或者是核磁共振成像 （MRI），用來識別造成昏迷的特定原因，例如腦部出血或腦結構突出（或稱腦疝，請參考疝）。諸如腦電圖（EEG）之類的特殊測試還可顯示許多有關皮層活動水平的信息，例如語義處理，以及是否有癲癇發作存在，腦電圖不僅是評估皮層活動的重要工具，而且還是預測病人的覺醒可能性的重要工具。自主反應，例如膚電活動反應，還可進一步了解患者的情緒過程。
在創傷性腦損傷（TBI）的治療中，有4種檢查方法被證明是有用的：顱骨X射線檢查、血管造影、計算機斷層掃描，和核磁共振成像。顱骨X射線檢查可檢測線性骨折、壓迫性骨折（另稱expression fracture）和爆裂骨折。血管造影很少在創傷性腦損傷時使用，僅在懷疑有動脈瘤、頸動脈-海綿竇瘻管、外傷性血管阻塞，和血管剝離之時才會實施。 計算機斷層掃描可以檢測出腦組織之間的密度變化，和出血，諸如硬腦膜下血腫和顱內出血之類。核磁共振成像，由於掃描時間長並且無法像斷層掃描一樣檢測到骨折，因此在緊急情況下並非首選。核磁共振成像用於後顱窩的軟組織和病變進行檢查，使用斷層掃描並無法發現這些病變。

### 身體動作
利用特殊反射測試，可評估腦幹和皮質功能，例如前庭-動眼反射測試（娃娃眼測試（doll's eyes test）、還有熱量反射測試）、角膜反射，和咽反射。反射可有效指出哪些腦神經仍完好無損，能發揮作用，這些測試是身體檢查的重要項目。由於患者處於無意識狀態，因此只能評估有限數量的神經。這些包括腦神經的2號（視神經，CN II）、3號（動眼神經，CN III）、5號（三叉神經，CN V）、7號（顏面神經，CN VII）和9號及10號（舌咽神經，CN IX，和迷走神經，CN X）。
| 反射種類     | 說明 |
| ------------ | --- |
| 動眼反射     | 動眼反射也稱娃娃眼測試，來檢查患者的腦幹是否完整。 - 輕輕抬起患者的眼瞼，可看到角膜。 - 然後把患者的頭部往左側移動，以觀察患者眼睛是否停留或偏向自己的右側；在另一側進行相同的操作。 - 如果患者的眼睛與頭部旋轉方向做相反方向移動，則患者的腦幹未受損。 - 兩眼都不能移到一側，可能表示腦幹已損壞或破壞。在特殊情況下，只有一隻眼睛移動，而另一隻眼睛不能移動，通常表明腦幹神經束中的內側縱束（MLF）有病變（或損傷）。 |
| 瞳孔光感反射 | 瞳孔光感反射很重要，表示視網膜以及視神經無損。 - 如果瞳孔對於光線有反應，表示視神經(CN III)（或者至少副交感神經纖維）完整。 |
| 熱量反射測試 | 使用這種測試來評估皮質和腦幹的功能 - 將冷水注入患者一隻耳朵，觀察患者的眼球運動。 - 如果患者的眼睛朝被注水的耳朵緩慢偏斜，則說明腦幹完好無損，但是如果患者眼睛沒朝注水的耳朵偏斜，則表示那一側的腦幹受損。 - 皮層負責使眼球震顫迅速遠離這種偏離的位置，並且經常在有意識或僅是昏睡的患者中看到。 |
| 角膜反射     | 用來測試三叉神經(CN 5)和顏面神經(CN 7)的正常功能，這些功能在嬰兒時期就存在。 - 用紗布或棉籤輕輕觸摸角膜可引起兩眼快速眨眼反射。 - 觸摸鞏膜或睫毛，利用閃光或刺激眶上神經會引起較慢但仍可靠的反應。 - 昏迷狀態中的患者視其無意識的嚴重程度，和病變部位而定，角膜反射也會改變。 |
| 咽反射       | 咽反射源於延髓中心，由咽壁、後舌、扁桃腺或咽峽的感覺刺激引起的咽部抬高和舌縮入引起收縮的反射性運動反應。 - 利用棉籤柔軟的一端觸摸後咽，並目視檢查咽部是否因此升高來檢查這種反射。 - 昏迷狀態的患者如果舌咽神經（CN 9）或迷走神經（CN 10）受損，常會顯示咽反射不良 |

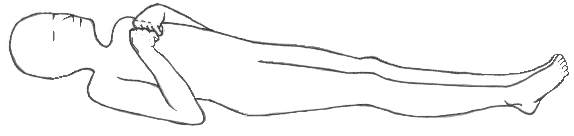
去皮質姿勢是一種典型昏迷的姿勢，圖中面朝上躺著的患者胳膊在肘部彎曲，而手臂向身體內縮，雙腿伸直，表明是紅核或以上的病變。另外一種典型姿勢是去腦姿勢（此處未顯示圖片）表明是紅核或以下的病變。

評估姿勢和體格是下一步。涉及對患者姿勢的一般觀察。在昏迷患者中經常有兩種典型的姿勢。去皮質姿勢是一種典型姿勢，其中患者的胳膊在肘部彎曲，而手臂向身體內縮，雙腿伸直。去腦姿勢姿勢是另外一種典型型姿勢，在這種姿勢中，腿部也類似地伸展，但手臂也整個伸展（包括肘部以下也伸展）（關於兩種姿勢，請參考腦部損傷異常姿勢）。姿勢是至關重要的，因為它表明了損傷在中樞神經系統中的位置。去皮質姿勢表示紅核或以上的病變（損傷點），而去腦姿勢則表示紅核或以下的病變。換句話說，去皮質姿勢的病灶距皮質較近，而去腦姿勢則表明病灶距腦幹較近。

### 瞳孔大小
瞳孔測試通常是昏迷檢查的關鍵部分，因為它可提供有關昏迷原因的信息。下表是對於普通瞳孔檢查的發現，及其在技術上和醫學上的解讀指南：
| 瞳孔大小 (左眼vs.右眼)                            | 可能的解讀 |
| ------------------------------------------------- | --- |
| Eyes open and pupils equal-dilation, normal size  | 正常的兩個瞳孔對於光線的反應。表示這位患者不是昏迷，而可能是受到藥物的影響而昏睡，或者就是在睡覺。                                 |
| Eyes open, pupils smaller than expected and equal | 針狀瞳孔，表示患者可能因為海洛因或鴉片類藥物過量而導致昏迷。兩個瞳孔仍同時對光線做出反應。另外一種可能是患者的腦橋受損。           |
| Eyes open, right pupil much larger than left      | 一個瞳孔放大，對光線無反應，另一個瞳孔正常（例中右眼瞳孔放大，左眼瞳孔正常）。表示可能是右邊動眼神經（CN III）受損，或者是血管受損 |
| Eyes open, both pupils widely dilated             | 兩眼瞳孔都放大，而且對於光線無反應。可能是某種藥物過量，導致失溫或者嚴重缺氧                                                       |

### 嚴重程度
昏迷可分為：（1）小腦天幕上方型（在小腦天幕上方）、（2）小腦天幕下方型（在小腦天幕下方）、（3）代謝型，或者（4）彌漫型。這種分類僅取決於引起昏迷的原始損傷的位置，並且與嚴重程度或預後無關。但是，昏迷損害的嚴重程度可分為幾個級別。患者或者有可能，或者並未經歷這些級別。在第一階段，大腦反應減弱，正常反射消失，患者不再對疼痛做出反應，並且無法聽到聲音。
Rancho Los Amigos 量表是一種複雜的量表，具有八個單獨的級別，通常在昏迷的最初幾週或幾個月內使用，在此期間需要對患者進行仔細觀察，當級別之間的轉換相當頻繁的時候也要仔細觀察。

## 治療
對昏迷患者的治療，取決於昏迷狀態的嚴重程度和發生的原因。進入急診室後，昏迷患者通常會立即被送往加護病房（ICU）， 在這裡，維持患者的呼吸和血液循環是最重要的任務。使用氣管插管、呼吸器、靜脈注射，或者輸血，以及根據需要而做的其他支持性護理，可以維持患者呼吸和循環的穩定性。

### 持續護理
一旦患者情況穩定下來，不再處於立即危險時，優先順序就會從穩定患者的生命和狀況，轉變為維持身體健康的狀態。每隔2到3個小時左右移動病人一次，避免因躺在床上太久而導致褥瘡生成。通過物理治療使患者移動，還有助於防止肺塌陷（也稱肺不張）、攣縮，或其他骨骼變形，這些都會干擾到患者的復元。
在昏迷患者中常見肺炎的發生，由於患者無法吞嚥，導致肺抽吸。昏迷患者缺乏咽反射，並且使用鼻胃管餵食，會導致食物、飲料或其他固體有機物沉積在其下呼吸道（從氣管到肺）中。這種留置在下呼吸道中的物質最終可能導致感染，成為吸入性肺炎。
昏迷患者也可能會躁動不安或癲癇發作。因此，可用軟布製的約束裝置來防止它們拉扯管子或敷料，並應把病床旁的側欄杆豎起，以防止患者跌落。

### 照顧者
昏迷事件會讓患者的家屬，以及照顧患者的初級照護人員，引發各式的情緒反應。研究顯示，昏迷發生，病情嚴重程度和自受傷發生以後經過的時間長度，兩者相比，前者影響比較不顯著。患者家屬可能會產生的是絕望、憤怒、沮喪，和拒絕相信等常見反應。護理的重點應該是與患者的家庭成員或家屬，以及與醫務人員建立融洽的關係。雖然初級照護人員非常重要，但是二級照護人員也能發揮輔助作用，以暫時減輕初級人員的工作負擔。

## 預後
昏迷可持續幾天到幾週。在更嚴重的情況下，昏迷可能會持續五週以上，而有些甚至會持續長達數年之久。在這段時間之後，一些患者逐漸脫離昏迷，而有一些患者發展為植物人，另一些則會死亡。在某些情況下，一些成為植物人狀態的患者會恢復某種程度的意識，而另外一些，可能仍處於植物人狀態長達數年甚至數十年（最長記錄的時間為42年）。
要估計恢復的機會，得依靠用來測量患者神經損傷程度的技術，不同的技術會得到不同的結果。恢復預測用的是統計率，表示患者有恢復機會的水平。時間是預測恢復機會最佳的一般預測指標。例如，在腦損傷導致的昏迷在四個月之後，部分恢復的機率少於15％，完全恢復的機會極低。
昏迷和植物人狀態的結果，取決於神經損傷的原因、部位、嚴重性，和程度。僅僅深度昏迷並不一定意味著恢復的機會會小，同樣，較輕昏迷並不能確保會有較高的恢復機會。對於處在植物人狀態的人來說，最常見的死亡原因是繼發性感染，例如肺炎，這種疾病會在長時間躺著不動的患者身上發生。

### 恢復
人們可能會從昏迷中恢復，但是伴隨著身體上、智力上，和心理上的困難，照顧者需要給予特別的注意。昏迷患者通常會在深刻的混亂狀態中醒來並且罹患構音障礙，即無法清晰做語言的表達。恢復通常是逐步發生的。在最初的幾天，患者可能僅醒來幾分鐘，隨著進展，清醒的時間會增加，並可能最終恢復完全的意識。雖說如此，有些患者的狀態可能永遠都不會超過一些基本的反應。
有報導說，有人會從長期的昏迷狀態中甦醒。美國人Terry Wallis在處於最低意識狀態的19年後，終於開始自發講話，並重新意識到周圍的環境。
一名腦部受損的人，陷在在昏迷狀態裡長達六年，2003年，醫生在他大腦深部植入電極，讓他恢復意識。這種名為“腦深層刺激手術”（DBS）的方法成功地讓一位38歲的美國創傷性腦損傷患者的溝通，做複雜動作，和進食的能力被喚醒。他的受傷曾使他處於最低程度意識狀態（MCS），這種MCS類似昏迷，但特徵是患者對於環境和自我會產生有意識的證據，但是是偶發而且短暫的，昏迷患者則完全無此特徵。

## 社會與文化
Eelco Wijdicks博士於2006年5月在《神經內科》雜誌上發表關於他在電影中對於扮演昏迷者角色的研究。Wijdicks博士對30部描述長期昏迷患者的電影（在 1970年至 2004年間製作）中演員所扮演的做研究，得出的結論是，只有兩部電影能夠準確地描繪昏迷受害者的狀態，還有旁人等待病人醒來期間的痛苦：豪門孽債（電影）（1990）和天使的夢幻生活（電影）（1998）。其餘的28部則因描繪出劇中人物奇蹟般的覺醒，沒有持久後遺症，對治療方法和所需設備的描述不切實際，以及經歷過昏迷的病人，仍保持體態健壯，和膚色曬得黝黑，而受到批評。

### 生物倫理學
罹患昏迷的人因為處於無意識狀態。當論及昏迷的形而上學和生物倫理學方面的時候，關於人格性、身份認同，和意識的觀點就可派上用場。
有看法認為，無意識狀態應與有意識狀態同等重要，在倫理上也應同樣重要，並且應該就形而上學的立場，對無意識狀態給予支持。
在關於意識障礙的倫理討論中，通常有兩種能力被視為是核心：“體驗幸福和有興趣”。幸福，可廣義地被理解為與對所涉個人的生活有益（根據特定標準）的積極影響。  普遍的看法，幸福的唯一條件是體驗其 “積極正面” 的能力。就是說，因為體驗積極正面這種基本的情緒的過程，具有系統發生學根源，所以它很可能在完全不為人知的情況裡發生，因此而導入無意識的幸福的概念。
因此，具有興趣的能力，對於描述昏迷者缺乏的前述兩種能力至關重要。對某個領域的興趣，可以理解為對某件事物的關注，會影響我們在這個領域中生活變得美好的事物。興趣是指從特定角度或在特定領域內直接或立即改善生活，或者極大地提高生活改善的可能性，從而使受檢者實現某種益處的手段。也就是說，對獎勵信號的敏感性是有意識和無意識的學習過程中的基本要素。此外，無意識的大腦能夠以一種有意義的方式與周圍環境互動，並產生有意義的信息處理，這些信息來自包括其他人在內的外部環境。
根據霍金斯博士（Jennifer Hawkins, Ph.D.）的說法，“ 1. 如果受試者能夠看重，或者如果基本上，受試者能夠在乎的話，生活將是美好的。重要的是，霍金斯強調，在乎不需要認知承諾，即那種高水平的認知活動：它需要能夠辨別某些事物，跟踪它一段時間，隨著時間的推移而認識它，並對這些事物產生某種情感傾向 2. 如果當事者能夠與他人建立關係，那麼生活就是美好的，即有意義的與他人互動” 這表明，無意識或許可能（至少部分地）滿足了霍金斯所定義的，對當事者有益的兩種生活條件，從而使無意識在倫理上具有現實意義。

## 昏迷程度
昏迷程度以E、V、M三者分數加總來評估，正常人的昏迷指數是滿分15分，昏迷程度越重者的昏迷指數越低分，最低為3分。
- 輕度昏迷：13分到15分。
- 中度昏迷：9分到12分。
- 重度昏迷：3分到8分。
- 其他狀況：因插管或氣切無法發聲的重度昏迷者會有2E或2T的評分紀錄。

## 中医
中医上将昏迷分为热闭、痰闭。
- 热闭症兼高热、烦躁、谵语、舌质红绛、苔黄或焦黑、脉数等，治疗宜清心开窍；
- 痰闭症一般不发热、胸闷气逆、喉有痰声，或呕吐恶心、舌苔厚腻、脉滑，治疗宜化痰、泄浊、开窍。

## 外部連結
- 有人昏迷，HK01
- 猝死 ，HK01